# El Parnaso español pintoresco laureado
El Parnaso español pintoresco laureado ('De Spaanse Parnassos van gelauwerde schilders') is een verzameling kunstenaarsbiografieën geschreven door de Spaanse schilder Antonio Palomino. Het boek verscheen in 1724 als derde deel van zijn Museo pictórico y escala óptica ('Het picturaal museum en de optische schaal'). Het bevatte 226 biografieën van vooral Spaanse schilders, beeldhouwers en architecten, alsook van kunstenaars uit Italië en de Nederlanden die een band hadden met Spanje.
Palomino reisde veel rond om informatie te vergaren voor zijn biografieën. Ook putte hij uit eerdere collecties, zoals L'Arte de la pintura (1649) van Francisco Pacheco en het Italiaanse Le vite de’ pittori, scultori & architetti (1642) van Giovanni Baglione. Voor de Madrileense schilders beschikte hij over een manuscript van Lázaro Díaz del Valle. Voor het hoofdstuk over Velázquez (die als "held" de langste tekst kreeg) kon hij gebruik maken van een eerstehands bron in de vorm van een biografisch manuscript door Velázquez' leerling Juan de Alfaro.
Het werk getuigt van een ontwikkeld oordeelsvermogen, maar in stijl moet het onderdoen voor Le Vite van Giorgio Vasari. Palomino beschikte niet over diens gevoel voor de tekenende anekdote.

## Overzicht
| - Antonio del Rincon - Torrigiano - Julio en Alexandro (niet-geïdentificeerde Italiaanse kunstenaars) - Alonzo Berruguete - Antonio Flores - Fernando Gallegos - Diego de Arroyo - Blas de Prado - Christoval de Utrecht - Antonio Moro - Juan Bautista el Bergamasco (Giovan Battista Castello) - Cristoval Lopez - Gaspar Becerra - Maesse Pedro Campaña - Juan Fernandez de Navarrete (El Mudo) - Sofonisba Angusciola - Ticiano Vecellio - Lucas Cangiaso (Cangiafo) - Fray Nicolas Fator - Luis de Morales - Sofonisba Gentilesca (tweede item, onder andere naam) - Luis de Vargas - Michael de Barroso - Alonso Sanchez Coello - Fray Domingo Beltran - Juan Bautista de Toledo - Theodosio Mingot - Luis de Carbajal - Juan de Arte Villafañe - Juanes, pintor de Valencia (niet geïdentificeerd) - Juan Labrador - Mateo Peres de Alesio - Christoval Zariñena - Fernando Yañes (Fernando Yáñez de la Almedina) - Diego Polo (de Jongere) - Juan en Francisco Perolas - Federico Zucchero - Romulo Cincinnato - Pompeyo Leoni - Caesar Arbasia - Bartholome de Cardenas - Peregrin de Bolonia - Pablo de Céspedes - Bartholome Carducho (Bartolomeo Carducci) - Juan Pantoja de la Cruz - Bartholome Gonzales - Juan de Juni en Gregorio Hernandez - Francisco Galeas - Juan de la Miseria - Pablo de las Roelas (Juan de las Roelas) - Juan de Soto - Juan de Chirinos - Luis Pasquel Gaudin - Phelipe de Liaño - Patricio Caxes - Antonio Mohedano - Dominico Greco (El Greco) - Agustin de Castillo - Diego de Romulo - Sanchez Cottan (Juan Sánchez Cotán) - Francisco Ribalta en zoon - Adriano Donado - Pedro de las Cuevas - Juan de Peñalosa - Vicencio Carducho (Vincenzo Carducci) - Juan Luis Zambrano - Agustin Leonardo - Antonio Lanchares - Juan Antonio Ceroni - Pedro Pablo Rubens - Juan de Castillo - Juan Martinez Montañes - Eugenio Caxes - Pedro Orrente - Francisco Fernandez | - Geronimo Hernandez - Luis Tristán de Escamilla - Diego de Lucena - Alonso Vasquez - Juan Bautista Maíno - Antonio de Contreras - Luis Fernandez - Pedro Nunges (Pedro Nunez) - Francisco Pacheco - Diego Polo (de Jongere) - Joseph Leonardo - Domingo de la Rioja, Manuel de Contreras en Juan de Vejarano - Joseph de Ribera (lo Spagnoletto) - Gregorio Bausa - Felix Castello - Francisco de Herrera - Francisco Varela - Francesco Collantes (Francisco Collantes) - Pedro de Obregon - Francisco Gassen - Juan Galvan - Christoval Vela - Bartolomé Román - Micier Pablo - Anton de Horfelin - J. Vanderhamen (Juan van der Hamen) - Angelo Nardi - Estevan Marc - Juan de la Corte - Juan Bautista Crescencio (Giovanni Battista Crescenzi) - Diego Velasquez da Silva - Francisco Lopez Caro - Francisco Zurbaran - Miguel en Geronimo Garcia - Juan de Toledo - Pedro Cuquet - Pedro de Moya - Ignacio Raeth - Christoval Garcia Salmeron - Joseph de Arfe - Pablo Pontos - Francisco Ximenez - Manuel Pereyra - Eugenio de las Cuevas - Francisco Caro - Sebastian Martinez - Antonio de Castillo y Saavedra - Alonzo de Messa - Pedro Valpuesta - Joseph de Sarabia - Adrian Rodriguez - Antonio Pereda - Juan de Pareja - Juan Bautista del Mazo Martinez - Juan Sanchez Barba - Juan de Arellano - Miguel Mark - Joseph de Ledesma - Benito Manuel de Aguero - Juan Antonio Escalante - Sebastian de Herrera Barnuevo - Bernabe Ximenez de Illescas - Francisco Camilo - Luis de Sotomayor - Juan Martinez Cabezalero - Andres de Vargas - Ambrosio Martinez - Joseph Moreno - Phelipe Gil (Felipe Gil de Mena) - Matheo Cerezo - Juan Ricci - Pedro Antonio - Joseph Antonilez - Antonio Bela - Franciscos Palacios - Cornelio Scut - Alonzo Cano - Antonio Garcia Reynoso | - Miguel Geronimo de Ciezar - Manuel de Molina - Geronimo de Bobadilla - Juan de Alfaro (Juan de Alfaro y Gamez) - Enrique de la Marinas - Jacinto Geronimo de Espinosa - Juan de Guzman - Joseph Romani (mogelijk Giuseppe Romani) - Jusepe Martinez en zoon - Juan Montero de Roxas - Francisco de Solis - Dionis Mantuano - Antonio de Arias Fernandez - Juan de Revenga - Francisco Rici - Alonzo del Barco - Ignacio de Iriarte - Francisco de Herrera (tweede item) - Juan Carreño - Bartolomé Murillo - Joseph Ramirez - Joseph Donoso - Manuel Gutierrez - Simon de Leon Leal - Lorenzo de Soto - Pedro Athanasio (Pedro Atanasio Bocanegra) - Nicolas de Villacis - Antonio Castrejon - Sebastian Munoz - Juan de Valdes - Juan de Laredo - Bartolomé Perez - Claudio Coello - Pedro de Mena - Juan Arnau - Gabriel de la Corte - Juan de Sevilla - Joseph de Ciezar (José De Cieza) - Juan Cano de Arevalo - Diego Gonzales de la Vega - Juan Nino de Guevara - Alonso del Arco - Eugenio Gutierrez de Torices - Pedro Roldan - Pedro Nunez de Villavicencio - Francisco Ochoa y Antonilez (Francisco Antolínez) - Alonso de los Rios - Francisco Guirro - Mateo Gilarte - Bartholome Vicente - Francisco de Vera Cabeza de Baca - Pablo Rabiella, Francisco Plano (Francisco del Plano) - Gregorio de Mesa - Miguel de Rubiales - Isidoro Arredondo - Mosen Vicente Bru - Vicente de Benavides - Luisa Roldán - Lucas Jordan - Francisco Ignacio Ruiz de la Iglesia - Joachin Juncola - Senen Vila - Juan Vanchesel (Jan van Kessel de Jongere) - Francisco Perez Sierra - Pedro Ruiz Gonzales - Geronimo Secano - Lorenzo Montero - Mathias de Torres - Francesco Leonardoni - Juan Conchillos - Vicente Victoria - Gaspar de la Huerta - Joseph de Mora |

## Uitgaven
- Antonio Palomino de Castro y Velasco, El museo pictórico y escala óptica, inl. Juan A. Ceán Bermúdez, Madrid, M. Aguilar, 1947

## Vertalingen
Het biografische deel kende veel meer belangstelling dan de eerdere delen en kreeg diverse vertalingen:
- An account of the lives and works of the most eminent Spanish painters, sculptors and architects (1739)
- Histoire abrégée des plus fameux peintres, sculpteurs et architectes espagnols (1749)
- Leben aller Spanischen und Fremden Mahler, Bildhauer und Baumeister, welche sich in Spanien durch ihre Werke berühmt gemacht haben (1781)
- Lives of the Eminent Spanish Painters and Sculptors, vert. Nina Ayala Mallory (1987)
- "Life of Velázquez", vert. Nina Ayala Mallory, in: Lives of Velázquez, ed. Michael Jacobs (2018), p. 49-189

## Voetnoten
1. ↑  Volledige titel: El Parnaso español pintoresco laureado, con las vidas de los Pintores, y Estatuarios Eminentes Españoles, qve con svs heroycas obras han ilustrado la Nacion: y de aquellos estrangeros Ilustres, que han concurrido en estas Provincias, y las han enriqvecido con svs Eminentes Obras; graduados segun la serie de el tiempo, en que cada vno floreciò: para eternizar la memoria, que tan justamente se vincularon en la posteridad tan sublimes, y remontados espiritus
2. ↑  Palomino de Castro y Velasco, Acisclo Antonio in: Dictionary of Art Historians (bezocht 22 november 2024)
3. ↑  Michael Jacobs, "Introduction" in: Lives of Velázquez, 2006, p. 22
4. ↑  Michael Jacobs, "Introduction" in: Lives of Velázquez, 2006, p. 22-25